# Miracaxi
O Miracaxi é uma micareta realizada anualmente no município de Miracema do Tocantins, interior do estado do Tocantins. O evento, reconhecido como o maior carnaval fora de época da região Norte do Brasil, ocorre tradicionalmente no mês de julho e reúne dezenas de milhares de foliões ao longo de três dias de programação com trios elétricos, blocos, camarotes e apresentações de artistas nacionais.
A festa é um evento público realizado sem cobrança de entrada. O circuito da folia é montado no final da avenida Tocantins, em volta do chamado "ponto de apoio".

## História
Miracema do Tocantins é um dos maiores produtores de abacaxi do estado. Em 2023, registrou a produção de 48 333 toneladas do fruto, cultivados em uma área de 2 500 hectares. O início da cultura remonta aos anos 1980, com grande crescimento na década seguinte. A população local passou a celebrar a colheita com a Festa do Abacaxi, realizada em um clube da cidade,  dados os números expressivos relacionados ao fruto, a relevante produtividade, qualidade, as baixas perdas, e a facilidade de escoamento para o mercado nacional.
Em 1997, o então secretário municipal de Juventude e Turismo, Frederico Sodré, idealizou a realização de um grande festival  público, em formato de carnaval fora de época, a partir da Festa do Abacaxi, no mês de julho, período em que também ocorrem as temporadas de praias de água doce no Tocantins. Surge então o Miracaxi, denominação surgida da junção das palavras Miracema e Abacaxi.
Com o passar dos anos, o Miracaxi ganhou notoriedade e passou a integrar o calendário oficial de eventos do Tocantins. O festival está em sua 28ª edição em 2025.

## Edições

### 2013 a 2025
| Ano  | Data                                         | Atrações                                     | Atrações                                     | Atrações                                           | Refs.  |
| Ano  | Data                                         | 1ª noite                                     | 2ª noite                                     | 3ª noite                                           | Refs.  |
| ---- | -------------------------------------------- | -------------------------------------------- | -------------------------------------------- | -------------------------------------------------- | ------ |
| 2025 | 18, 19 e 20 de julho                         | Banda Eva, Papazoni                          | Felime Amorim, Tomate, Psirico               | Marcynho Sensação, Igor Kannário                   | [ 9 ]  |
| 2024 | 12, 13 e 14 de julho                         | É o Tchan, Timbalada                         | Nattan, Pedro Sampaio, Psirico               | Parangolé, Kaká & Pedrinho                         | [ 10 ] |
| 2023 | 14, 15 e 16 de julho                         | Parangolé, Kadu Martins                      | Papazoni, Leo Santana, Igor Cunha            | Dj Lélis, Chicabana, Cheiro de Amor, Pedro Valoura | [ 11 ] |
| 2022 | 15, 16 e 17 de julho                         | Bell Marques, Projeto 1+1                    | Claudia Leitte, Babado Novo                  | Psirico, Khrys França, Viola D' Júnior             | [ 12 ] |
| 2021 | Não realizado devido à pandemia de COVID-19. | Não realizado devido à pandemia de COVID-19. | Não realizado devido à pandemia de COVID-19. | Não realizado devido à pandemia de COVID-19.       | [ 13 ] |
| 2020 | Não realizado devido à pandemia de COVID-19. | Não realizado devido à pandemia de COVID-19. | Não realizado devido à pandemia de COVID-19. | Não realizado devido à pandemia de COVID-19.       | [ 14 ] |
| 2019 | 19, 20 e 21 de julho                         | Tomate, Banda TDN                            | Durval Lelys, Khrys França                   | Rubynho, Projeto 1+1                               | [ 15 ] |
| 2018 | 20, 21 e 22 de julho                         | Solange Almeida, Papazoni                    | Rafa & Pipo Marques, Márcia Fellipe          | Parangolé, Vanice Andrade                          | [ 16 ] |
| 2017 | 14, 15 e 16 de julho                         | Babado Novo, Tom de Alerta                   | Claudia Leitte, James e Vanice               | Psirico, Chrys França                              | [ 17 ] |
| 2016 | 15, 16 e 17 de julho                         | Bell Marques, Gata Furacão                   | Cheiro de Amor, É Dipherente                 | Gabriel Diniz, É no Komando                        | [ 18 ] |
| 2015 | 17, 18 e 19 de julho                         | Ramon Brazil, Chicabana                      | É Dipherente, Harmonia do Samba              | Balagandaya, Gabriel Diniz                         | [ 19 ] |
| 2014 | 18, 19 e 20 de julho                         | É Dipherente, Jammil e Uma Noites            | Kuarto de Empregada, Saia Rodada             | Balagandaya, Luxúria                               | [ 20 ] |
| 2013 | 19, 20 e 21 de julho                         | É Dipherente, Parangolé                      | Balagandaya, Tomate                          | Papazoni, Levada Louca                             | [ 21 ] |

### 1997 a 2012
O período de 1997 a 2012 possui poucos registros sobre a programação do evento, inclusive as datas. Nesse intervalo de tempo, o Miracaxi contou com apresentações de bandas regionais (Expressão Baiana, Novo Milênio, Batukerêi e Chicafé) e de alguns artistas de renome nacional, como o cantor Netinho, que se apresentou em 2009.

## Incidentes
Em 2019, um jovem de 21 anos foi morto a tiros no meio do público do festival. O caso levantou questões sobre a segurança do evento, especialmente pelo fato do homicídio ter acontecido em frente a uma base de policiamento que estava instalada no local. Nas edições seguintes, o Miracaxi passou a contar com policiamento reforçado.
Em 2014, durante apresentação do cantor Jammil, parte de um dos camarotes particulares do evento desabou, fazendo com que 13 pessoas, incluindo o artista, fossem levadas para o hospital do município. Outras seis pessoas tiveram lesões leves. O acidente aconteceu na primeira noite e não interrompeu o restante da programação.